# يوتو هوريغومي
يوتو هوريغومي (باليابانية: 堀米 悠斗) (مواليد 9 سبتمبر 1994)، هو لاعب كرة قدم ياباني سابق كان يلعب كلاعب وسط.

## وصلات خارجية
- يوتو هوريغومي على موقع رابطة كرة القدم اليابانية للمحترفين (اليابانية)
- يوتو هوريغومي على موقع قاعدة بيانات كرة القدم.إي يو (الإنجليزية)
- يوتو هوريغومي على موقع Soccerway.com (الإنجليزية)
- يوتو هوريغومي على موقع عالم كرة القدم.نت (الإنجليزية)
- يوتو هوريغومي على موقع كووورة